# 圣马克西姆
圣马克西姆（法語：Sainte-Maxime，法語發音：[sɛ̃t maksim]）是法国普罗旺斯-阿尔卑斯-蓝色海岸大区瓦尔省的一个市镇，属于德拉吉尼昂区。

## 地理
圣马克西姆（43°18'32"N, 6°38'16"E）面积81.61 平方千米，位于法国普罗旺斯-阿尔卑斯-蓝色海岸大区瓦尔省，该省份为法国东南部沿海省份，北起上普罗旺斯阿尔卑斯省，西北角与沃克吕兹省接壤，西接罗讷河口省，南濒地中海，东临滨海阿尔卑斯省。
与圣马克西姆接壤的市镇（或旧市镇、城区）包括：勒米、格里莫、勒普朗德拉图尔、阿尔让河畔罗克布吕讷、维多邦。
圣马克西姆的时区为UTC+01:00、UTC+02:00（夏令时）。

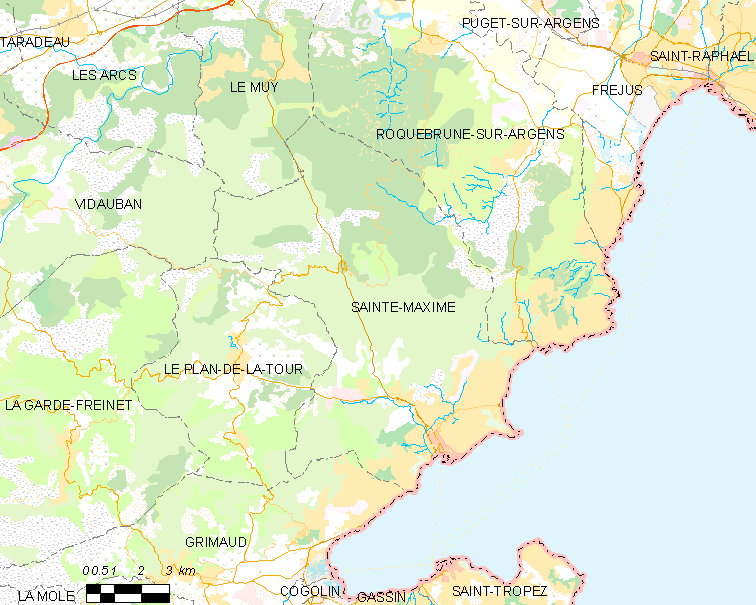
圣马克西姆的OSM定位图

## 行政
圣马克西姆的邮政编码为83120，INSEE市镇编码为83115。

## 政治
圣马克西姆所属的省级选区为圣马克西姆县。

## 人口

1962-2008年间圣马克西姆人口变化图示

圣马克西姆于2022年1月1日时的人口数量为14394人。